# Bantarwaru (Gantar)
Bantarwaru is een bestuurslaag in het regentschap Indramayu van de provincie West-Java, Indonesië. Bantarwaru telt 9394 inwoners (volkstelling 2010).